# رسول کالیف
رسول کالیف (به انگلیسی: Rassul Kaliyev) کشتی‌گیر اهل قزاقستان در دسته ۵۷ کیلوگرم کشتی آزاد است. او برنده مدال نقره بازی‌های آسیایی ۲۰۱۴ اینچئون و قهرمان کشتی آسیا در سال ۲۰۱۴ است.